# كوهين (أسطورة)
کوهین (بالإنجليزية: Kohin)‏ إله بسكن درب اللبانة في أساطير استراليا ويرسل الرعد والبرق من هناك وكان مقاتلا في الأصل.